# Episodi di Susan (quarta stagione)
La quarta stagione della serie televisiva Susan è stata trasmessa in anteprima negli Stati Uniti d'America dalla NBC tra il 20 settembre 1999 e il 26 dicembre 2000.
In Italia è stata trasmessa nel 2002.
| nº | Titolo originale          | Titolo italiano | Prima TV USA      | Prima TV Italia |  |
| -- | ------------------------- | --------------- | ----------------- | --------------- |  |
| 1  | The New Gate              |                 | 20 settembre 1999 | 2002            |  |
| 2  | The Billboard             |                 | 27 settembre 1999 | 2002            |  |
| 3  | The Pushkin Letters       |                 | 4 ottobre 1999    | 2002            |  |
| 4  | Vicki Moves In            |                 | 11 ottobre 1999   | 2002            |  |
| 5  | Halloween                 |                 | 18 ottobre 1999   | 2002            |  |
| 6  | The Cheerleaders          |                 | 1º novembre 1999  | 2002            |  |
| 7  | The Wish List             |                 | 6 dicembre 1999   | 2002            |  |
| 8  | First Date                |                 | 13 dicembre 1999  | 2002            |  |
| 9  | The Gay Parade            |                 | 13 dicembre 1999  | 2002            |  |
| 10 | The Birthday Party        |                 | 20 dicembre 1999  | 2002            |  |
| 11 | Luis Gets His Groove Back |                 | 27 dicembre 1999  | 2002            |  |
| 12 | Susan's Ex                |                 | 27 dicembre 1999  | 2002            |  |
| 13 | The Dinner Party          |                 | 3 gennaio 2000    | 2002            |  |
| 14 | Stock Tip                 |                 | 3 gennaio 2000    | 2002            |  |
| 15 | I Love You                |                 | 6 giugno 2000     | 2002            |  |
| 16 | The Break Up              |                 | 13 giugno 2000    | 2002            |  |
| 17 | Girls Night Out           |                 | 20 giugno 2000    | 2002            |  |
| 18 | The Bird in the Wall      |                 | 27 giugno 2000    | 2002            |  |
| 19 | Susan and the Professor   |                 | 26 dicembre 2000  | 2002            |  |
| 20 | The Reversal              |                 | 26 dicembre 2000  | 2002            |  |
| 21 | Finale (Part 1)           |                 | 26 dicembre 2000  | 2002            |  |
| 22 | Finale (Part 2)           |                 | 26 dicembre 2000  | 2002            |  |